# Aphelenchus maximus
Aphelenchus maximus är en rundmaskart. Aphelenchus maximus ingår i släktet Aphelenchus och familjen Aphelenchidae. Inga underarter finns listade i Catalogue of Life.